# Operação Tungstênio
A Operação Tungstênio ou Operação Tungsténio foi um ataque aéreo britânico realizado na Segunda Guerra Mundial que teve como alvo o couraçado alemão Tirpitz. A intenção era danificar ou destruir o navio em sua base no Fiorde de Kå, no extremo norte da Noruega, antes que ele pudesse voltar a estar totalmente operacional após um período de reparos.
A decisão britânica de lançar a operação foi motivada por temores de que o couraçado, assim que voltasse ao serviço, poderia atacar comboios estrategicamente importantes que transportavam suprimentos para a União Soviética. Remover a ameaça representada pelo Tirpitz também permitiria a liberação de navios capitais que tinham sido mantidos no Mar do Norte para contê-lo. Após quatro meses de treinos e preparações, a Frota Doméstica partiu em 30 de março de 1944 e aeronaves lançadas por cinco porta-aviões atacaram o Fiorde de Kå em 3 de abril. O ataque chegou como uma surpresa para os alemães e as aeronaves britânicas enfrentaram pouca oposição. Quinze bombas acertaram o couraçado e metralhadas de caças infligiram várias baixas na tripulação. Quatro aeronaves e nove aviadores foram perdidos.
Os danos infligidos no ataque não foram o suficiente para afundar o desabilitar o Tirpitz, porém causaram grandes danos na sua superestrutura e áreas desprotegidas, com 122 tripulantes tendo sido mortos e outros 316 feridos. A Kriegsmarine decidiu reparar o navio e os trabalhos foram finalizados em meados de julho. Os britânicos lançaram mais ataques aéreos contra o Tirpitz entre abril e agosto de 1944 na esperança de prolongar seu período de inatividade, porém nenhum foi bem-sucedido. A embarcação foi desabilitada e depois afundada por bombardeiros da Força Aérea Real no final de 1944.

## Antecedentes
A ameaça representada pelo couraçado alemão Tirpitz teve uma influência importante na estratégia naval do Reino Unido durante a Segunda Guerra Mundial. Ele foi comissionado em fevereiro de 1941 e finalizou o treinamento de sua tripulação mais tarde no mesmo ano. Por volta da mesma época o alto comando alemão decidiu designar o navio para atuar a partir da Noruega com a intenção de dissuadir uma possível invasão Aliada do país e também ameaçar os comboios que regularmente navegavam pelo Mar Ártico até a União Soviética. Estes comboios, conhecidos como Comboios do Ártico, carregavam uma grande quantidade de materiais e suprimentos de guerra de portos tanto no Reino Unido quanto na Islândia e eram frequentemente atacados por unidades aéreas e navais alemãs baseadas na Noruega. O Tirpitz chegou na Noruega em meados de janeiro de 1942 e operou a partir de diversos ancoradouros localizados em vários fiordes pelo litoral. Consequentemente, os Aliados foram forçados a manter uma poderosa força de couraçados junto com a Frota Doméstica britânica como garantia contra a possibilidade de uma surtida atrás dos comboios do Ártico, com muitos navios capitais acompanhando a maioria dos comboios por parte do caminho até a União Soviética.
| · Fiorde de KåLocalização do Fiorde de Kå no condado de Finnmark, norte da Noruega |

Os britânicos atacaram o Tirpitz várias vezes em 1942 e 1943. Quando o couraçado partiu para interceptar o Comboio PQ 12 em 6 de março de 1942, o porta-aviões HMS Victorious, que fazia parte da escolta do comboio, tentou atacá-lo com torpedeiros. Estas aeronaves lançaram vinte torpedos, mas todos erraram. Bombardeiros da Força Aérea Real e das Forças Aéreas Soviéticas tentaram atacar o navio em seus ancoradouros várias vezes até 1943, sem sucesso. Dois minissubmarinos britânicos da Classe X conseguiram penetrar nas defesas do couraçado em 23 de setembro de 1943 em seu principal ancoradouro no Fiorde de Kå na Operação Fonte. Eles colocaram explosivos na água embaixo do Tirpitz que causaram danos sérios à embarcação e a tiraram de serviço por seis meses.
Os reparos no Tirpitz foram realizados usando instalações improvisadas no Fiorde de Kå, pois foi considerado muito arriscado tentar mover o danificado couraçado de volta para a Alemanha. Em vez disso, equipamentos e equipes foram enviados até a Noruega. Quinze aeronaves soviéticas atacaram o navio na noite de 10 para 11 de fevereiro de 1944, mas não causaram dano algum. Os reparos aos armamentos, maquinários e casco foram completados em 17 de março, mas várias pequenas tarefas ainda faltavam ser resolvidas. Foi durante esse período de reparos que o Scharnhorst, o único couraçado alemão ainda em atividade, foi afundado em 26 de dezembro de 1943 na Batalha do Cabo Norte. A Marinha Real Britânica parou de colocar couraçados para dar cobertura aos comboios da União Soviética depois desse confronto. Nesse momento da guerra os Aliados tinham vários navios antissubmarino e antiaéreos disponíveis, podendo designar forças poderosas para proteger todos os comboios do Ártico. Submarinos alemães no Mar da Noruega raramente conseguiam escapar das escoltas de comboios e poucas embarcações mercantes eram danificadas em ataques.
O governo britânico e a Marinha Real estavam preocupados sobre a ameaça do Tirpitz assim que ele voltasse à ativa. A inteligência Aliada rastreou o progresso dos reparo usando sinais de rádio alemães decodificados, fotos de voos de reconhecimento e relatórios de agentes na Noruega. Temia-se que o couraçado poderia sair dos fiordes assim que seus reparos fossem finalizados e atacar comboios no Mar da Noruega ou no Oceano Atlântico. A necessidade de se prevenir contra essa possibilidade também iria desviar navios necessários para apoiar a planejada invasão da França. Consequentemente, foi decidido no final de 1943 que mais tentativas de afundar a embarcação ocorreriam.
Na realidade, o Tirpitz representava um perigo limitado. Desde o final de 1943 o navio não pode sair para o mar a fim de treinar sua tripulação devido à escassez de combustível e ameaça de ataques. Essas escassezes também significaram que os alemães não puderam mover o couraçado entre ancoradouros para dificultar sua localização e ataque.

## Preparações

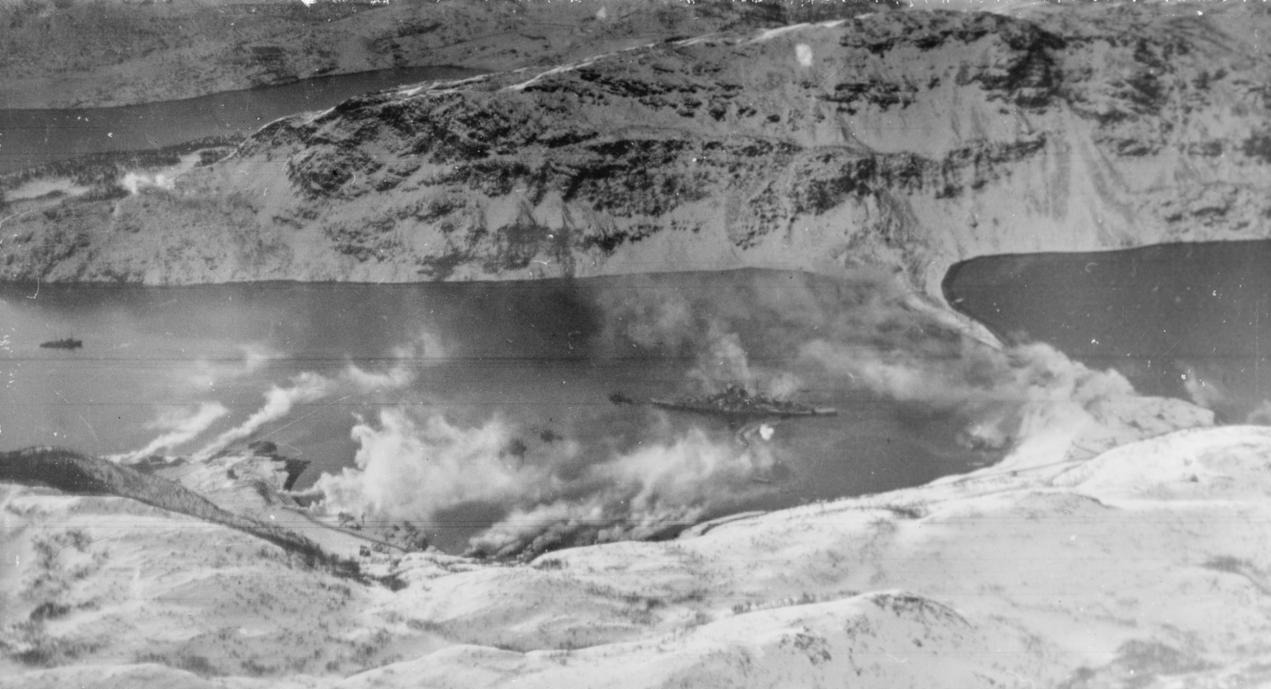
O Tirpitz ancorado no Fiorde de Kå, com uma neblina artificial sendo lançada

As opções para atacar o Tirpitz no Fiorde de Kå eram limitadas. Outro ataque com submarinos foi considerado impraticável, pois agentes de campo e transmissões de rádio interceptadas indicaram que as defesas subaquáticas do couraçado tinham sido melhoradas e mais patrulhas de reconhecimento aéreo estavam voando pela região. O marechal chefe do ar sir Arthur Harris, o comandante do Comando de Bombardeiros da Força Aérea Real, também recusou uma tentativa de ataque com bombardeiros pesados pelo motivo da área do Fiorde de Kå estar além do alcance efetivo dessas aeronaves e de que as armas do navio causariam grandes perdas. Com essas duas opções descartadas, a tarefa foi passada para os porta-aviões da Frota Doméstica. Nesse momento, estavam prontos os grandes  porta-aviões de frota Victorious e HMS Furious, mais quatro pequenos porta-aviões de escolta.
O planejamento para o ataque começou em dezembro de 1943. O vice-almirante Bruce Fraser, o comandante da Frota Doméstica, não estava otimista sobre as perspectivas de sucesso e precisou ser convencido a seguir adiante com a operação pelo almirante sir Andrew Cunningham, o Primeiro Lorde do Mar. Fraser deu a responsabilidade de planejar e liderar o ataque ao seu segundo em comando, o vice-almirante sir Henry Moore. A operação foi inicialmente designada como "Operação Impetuoso", mas foi depois renomeada para "Operação Tungstênio". O ataque foi originalmente planejado para meados de março de 1944, pouco antes do momento que a inteligência Aliada acreditava que o Tirpitz voltaria a estar operacional. Entretanto, a ação foi adiada em duas semanas enquanto o Victorious estava sendo equipado com novos radares. Os britânicos consideraram cancelar a Operação Tungstênio em fevereiro, pois o porta-aviões também era necessário no Oceano Índico para conter o aumento de navios de guerra japoneses em Singapura. Para que ao ataque ao Tirpitz pudesse prosseguir, a Marinha dos Estados Unidos concordou em transferir temporariamente o USS Saratoga para a Frota Oriental para que assim o Victorious permanecesse no Mar do Norte.
O ataque teria duas ondas de bombardeiros de mergulho Fairey Barracuda da Ramo Aéreo Naval. Cada onda teria 21 Barracudas escoltados por quarenta caças; Vought F4U Corsairs do Victorious protegeriam de aviões alemães, enquanto Grumman F4F Wildcats e Grumman F6F Hellcats do Furious e dos porta-aviões de escolta HMS Emperor, HMS Pursuer e HMS Searcher metralhariam as baterias antiaéreas do Tirpitz além do próprio couraçado. Outras aeronaves do Furious e do porta-aviões de escolta HMS Fencer protegeriam a frota do ataque de aviões e submarinos alemães. Aeronaves de porta-aviões anteriormente careciam de uma bomba capaz de penetrar a espessa blindagem do convés do navio, mas esperava-se que a recém-desenvolvida bomba perfurante de 730 quilogramas poederia perfurar pelo menos a primeira camada da blindagem do Tirpitz se fosse jogada de uma altura de 1,1 quilômetro ou mais. Esperava-se que o dano de tais acertos iria tirar a embarcação de serviço. Nove Barracudas foram armados com a bomba de 730 quilogramas, enquanto outros 22 receberam três bombas semi-perfurantes de 225 quilogramas cada que eram capazes de perfurar os pouco protegidos conveses superiores caso fossem jogadas a pelo menos 610 metros de altura. Os dez aviões restantes foram armados com bombas comuns de 225 e 270 quilogramas e com bombas antissubmarino que tinham a intenção de infligir baixas na tripulação do couraçado e causar danos subaquáticos caso explodissem na água perto do casco. Estas últimas aeronaves começariam o bombardeio do Tirpitz, pois esperava-se que suas bombas poderiam destruir algumas das baterias antiaéreas do navio antes do ataque principal começar.

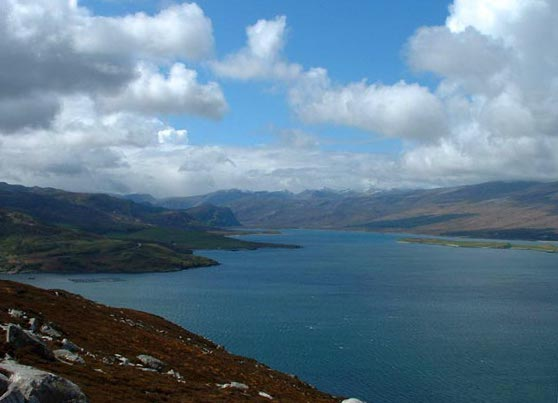
O Lago Eriboll na Escócia foi usado para simular o Fiorde de Kå durante os exercícios de treinamentos

As unidades do Ramo Aéreo Naval selecionadas para a Operação Tungstênio realizaram treinamentos intensivos a partir de fevereiro de 1944. Uma boa partes dos aviadores era inexperiente e o capitão do Victorious estimou que 85 por cento dos aviadores embarcados em seu navio nunca tinham antes operado no mar. O programa de treinamento se baseou no Lago Eriboll, no norte da Escócia, que, assim como o Fiorde de Kå, era cercado por colinas íngremes. As tripulações aéreas decolavam da Estação Aérea Hatston, nas ilhas Órcades, e praticavam manobras pelo terreno a fim de se familiarizarem com as táticas necessárias para evitar as armas antiaéreas alemãs e atacar o Tirpitz. A Marinha Real se baseou na inteligência sobre as defesas do Fiorde de Kå para deixar os exercícios os mais similares possíveis às condições do couraçado, com os aviadores sendo instruídos sobre a localização das posições alemãs. Uma área do tamanho do Tirpitz também foi marcada em uma ilha no centro do lago e bombardeada várias vezes.
Os Aliados continuaram a monitorar o Tirpitz. O porta-aviões de escolta HMS Chaser transportou no final de fevereiro analistas fotográficos e equipes de terra para um destacamento de reconhecimento fotográfico em Vaenga, no norte da União Soviética. Esse pessoal recebeu em março três Supermarine Spitfire para trabalhos de reconhecimento e um Consolidated PBY Catalina. Os Spitfires voaram surtidas em 12 e 13 de março sobre o Fiorde de Kå e tiraram várias fotografias detalhadas do couraçado e das baterias antiaéreas próximas. Estas imagens foram desenvolvidas e levadas para o Reino Unido no Catalina. Apesar das forças alemãs no norte da Noruega terem detectado os voos dos Spitfire, as defesas da área do Fiorde de Kå não foram fortalecidas ou colocadas em alerta. Oito submarinos britânicos, holandeses e noruegueses foram direcionados em 16 de março a se posicionarem próximos do litoral norueguês, pois mensagens de rádio decodificadas indicavam que o Tirpitz estava se preparando para voltar para a Alemanha a fim de finalizar seus reparos. Mais oito submarinos britânicos e holandeses foram enviados dois dias depois, porém no dia 20 foi concluído que o navio não estava prestes a partir e assim os submarinos foram desviados para outras funções ou retornaram para o porto. A inteligência avisou o Almirantado em 21 de março que os alemães estavam colocando uma ênfase maior em interromper o fluxo de suprimentos para a União Soviética devido aos recentes avanços soviéticos na Frente Oriental, podendo despachar o Tirpitz para atacar comboios sem escoltas de navios capitais. Em resposta, Fraser fui instruído a proporcionar a cobertura de couraçados para o próximo comboio do Ártico.
A decisão final de prosseguir com a Operação Tungstênio foi tomada em meados de março tendo como base mensagens de rádio decodificadas que indicavam que o Tirpitz estava quase pronto para combate e iria realizar testes de velocidade em 1º de abril. Como consequência dos atrasos na operação, a partida da força de ataque coincidiu com a saída do Comboio JW 58 para a União Soviética. Esperava-se que caso os alemães avistassem a frota britânica eles achariam que as embarcações eram escolta do comboio. Um ensaio em escala total foi realizado no campo de testes do Lago Eriboll em 28 de março como parte das últimas preparações. O Almirantado passou a receber relatórios climáticos de hora em hora a partir de 1º de abril vindos de um grupo de agentes noruegueses do Serviço Secreto de Inteligência em Alta, próximo do Fiorde de Kå.

## Forças

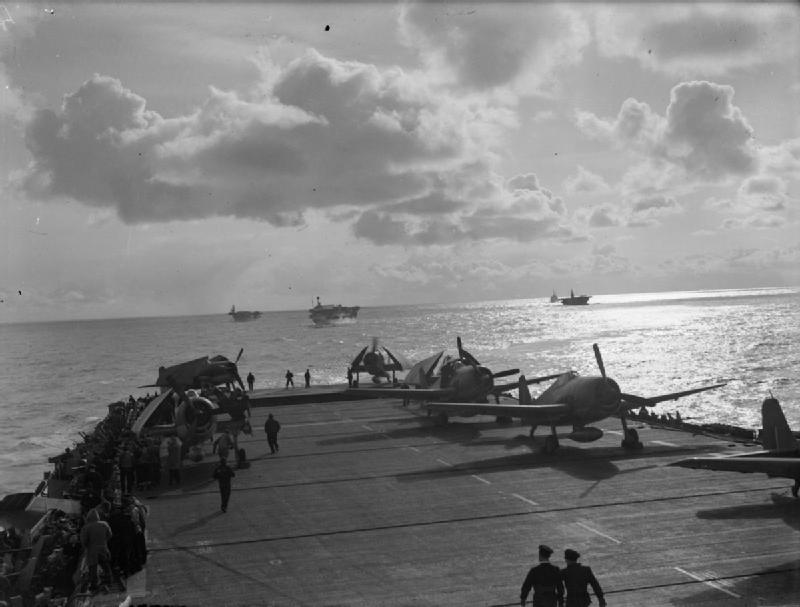
Caças Hellcat no convés de voo do HMS Emperor, com outros navios da força britânica ao fundo, 4 de abril de 1944

A Marinha Real reuniu uma força poderosa para participar da a Operação Tungstênio. A principal força de ataque era formada por suas asas de Barracudas: a Asa 8 composta pelos Esquadrões Aeronavais 827 e 830, mais a Asa 52 composta pelos Esquadrões Aeronavais 829 e 831. A Asa 8 normalmente ficava baseada no Furious e a Asa 52 no Victorious, porém Moore escolheu deixar um esquadrão de cada asa em cada um dos porta-aviões de frota para que assim elas pudessem decolar simultaneamente e irem para a batalha como unidades formadas. Os 163 aviadores do Ramo Aéreo Naval que estavam nas unidades que se envolveram no ataque incluíam 28 neozelandeses, três canadenses, dois australianos e um sul-africano, com os restantes sendo britânicos.
Os navios de guerra designados para a operação foram divididos em dois grupos. A Força Um foi comandada pessoalmente por Fraser a bordo do couraçado HMS Duke of York e também tinha o Victorious, o couraçado HMS Anson com Moore e seu estado-maior a bordo, o cruzador rápido HMS Belfast e cinco contratorpedeiros. A Força Dois foi comandada pelo contra-almirante Arthur La Touche Bisset e tinha o Furious, os quatro porta-aviões de escolta, cinco contratorpedeiros e dois navios-tanque. Foi planejado que a Força Um inicialmente iria dar cobertura para o Comboio JW 58 enquanto a Força Dois iria navegar separadamente e seguir direto para um ponto próximo da Noruega onde depois encontraria com o Anson e o Victorious em 3 de abril para realizarem o ataque no dia seguinte.
O ancoradouro do Tirpitz no Fiorde de Kå era protegido por baterias antiaéreas e caças. Na época da Operação Tungstênio, quatro baterias antiaéreas com armas pesadas e sete baterias antiaéreas com armas leves ficavam localizadas no litoral próximas ao navio. Várias embarcações antiaéreas e contratorpedeiros também ficavam normalmente atracados próximos do couraçado. O próprio Tirpitz era equipado com 68 armas antiaéreas de diferentes tamanhos. Equipamentos capazes de gerar uma cortina de fumaça artificial a fim de esconder o navio também tinham sido instalados ao redor do Fiorde de Kå. A Luftwaffe tinha apenas um pequeno número de caças designados para bases próximas do Fiorde de Kå e suas operações eram limitadas pela escassez de combustível. Entretanto, a inteligência britânica acreditava que a força de caças alemães na área poderia ser rapidamente expandida em caso de emergência. A Luftwaffe normalmente realizava três voos de reconhecimento pelo Mar Ártico todos os dias.

## Ataque
A Força Um partiu da base da Frota Doméstica em Scapa Flow nas Órcades no dia 30 de março, três dias depois do Comboio JW 58 ter deixado o Lago Ewe na Escócia. A Força Dois partiu separadamente um dia depois. O comboio era formado por 49 navios mercantes escoltados por 33 navios de guerra, incluindo dois porta-aviões de escolta. Aeronaves de reconhecimento alemãs localizaram o comboio em 30 de março e todos os u-boots no Mar da Noruega foram direcionados para intercepta-lo. Aviões alemães não realizaram surtidas amplas à procura dos couraçados de cobertura ou outras embarcações Aliadas. Dezessete u-boots atacaram o Comboio JW 58 entre 1º e 3 de abril, mas nenhum navio Aliado sofreu qualquer dano e as escoltas afundaram quatro u-boots e abateram seis aeronaves durante a viagem até a União Soviética. O comboio chegou em seu destino na Baía de Kola em 6 de abril. Muitas aeronaves Aliadas foram perdidas na viagem, a maioria por acidentes de voo, mas os navios chegaram ilesos.

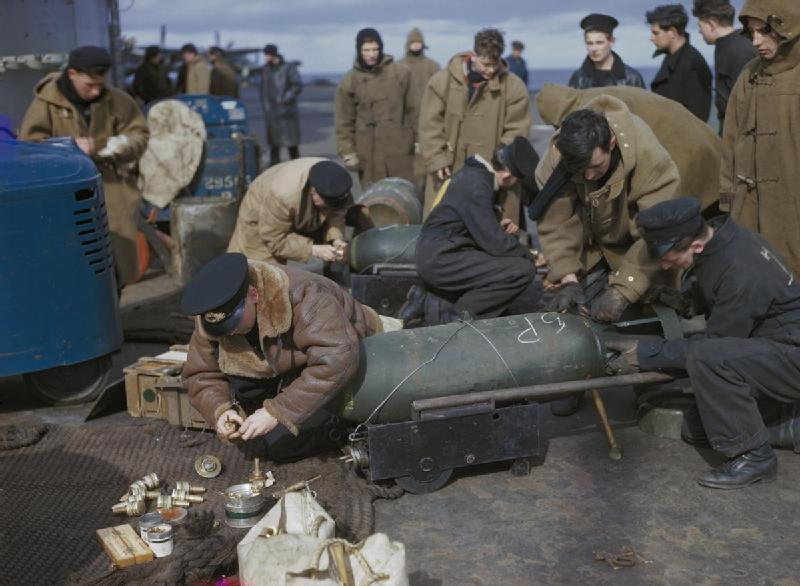
Equipes do Ramo Aéreo Naval armando bombas no convés do Victorious antes do ataque, 3 de abril de 1944

Fraser decidiu em 1º de abril adiantar o ataque em 24 horas devido a uma combinação de fatores favoráveis. Sinais alemães decodificados indicaram que os testes do Tirpitz tinham sido adiados até 3 de abril e Fraser esperava que um ataque nessa data poderia pegar o couraçado longe da proteção de seu ancoradouro. Além disso, as escoltas do Comboio JW 58 estavam com bom desempenho e não havia indícios de que o Tirpitz partiria para mar aberto, com o almirante julgando que a Força Um não era mais necessária para proporcionar escolta aos transportes. As condições climáticas também estavam incomumente boas para a primavera no Mar da Noruega e adequadas para operações de voo. Dois contratorpedeiros e os dois navios-tanque da Força Dois se destacaram após a decisão para adiantar o ataque e prosseguiram para um ponto a 480 quilômetros ao noroeste do Fiorde de Kå, onde permaneceriam para reabastecer qualquer contratorpedeiro que ficasse com pouco combustível. O resto da Força Dois alterou curso para se encontrar com a Força Um, com isto sendo alcançado às 16h20min de 2 de abril. As duas se forças se encontraram com o Duke of York e os dois contratorpedeiros navegaram para o noroeste e assumiram posição onde poderiam interceptar o Tirpitz caso ele conseguisse deixar o Fiorde de Kå sem ser detectado. O restante da Frota Doméstica seguiu para o ponto de lançamento do ataque.
O ataque foi lançado na madrugada de 3 de abril. Todos os aviadores foram acordados pouco depois da meia-noite e compareceram a uma última reunião com informações sobre o ataque às 1h15min. As aeronaves usadas no ataque estavam armadas e todas as bombas estavam marcadas com mensagens de giz para o Tirpitz. As tripulações começaram a embarcar em seus aviões às 4h00min e operações para decolagem começaram quinze minutos depois. Nesse momento os navios estavam a 190 quilômetros do Fiorde de Kå. Dez Corsairs dos Esquadrões Aeronavais 1834 e 1836 foram as primeiras aeronaves a serem lançadas e foram seguidas pelos 21 Barracudas da Asa 8; o Esquadrão 827 decolou do Victorious e o Esquadrão 830 do Furious. Os trinta caças Wildcat e Hellcat restantes dos Esquadrões Aeronavais 800, 881 e 882 decolaram assim que todos os Barracudas estavam no ar. Os aviões da primeira onda foram todos enviados com sucesso e a força terminou de entrar em formação às 4h37min. As condições de voo permaneceram perfeitas e as forças alemães não detectaram as aeronaves britânicas durante sua aproximação.

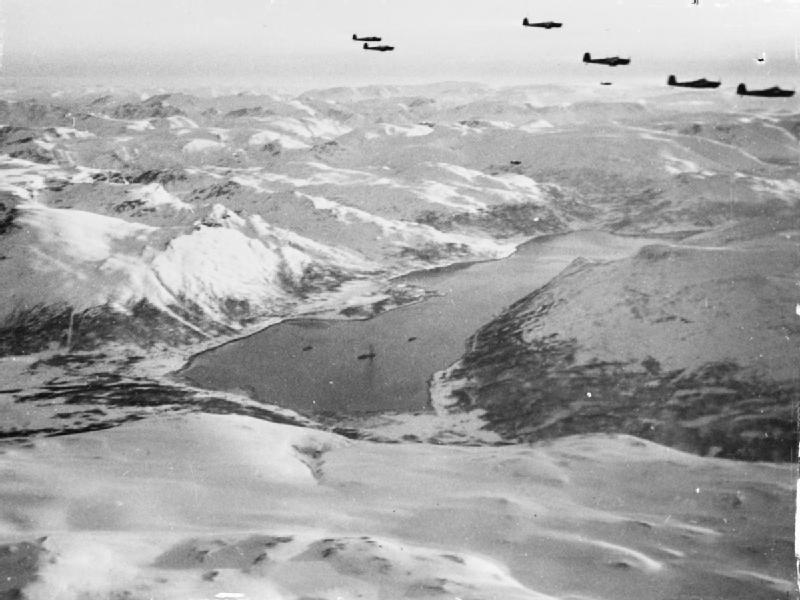
Os Barracudas sobrevoando o Fiorde de Alta pouco antes de começarem o ataque contra o Tirpitz, 3 de abril de 1944

A primeira onda de ataque seguiu para a Noruega em baixa altitude, voando a apenas quinze metros acima do mar para evitarem serem detectados por radares alemães. As aeronaves começaram sua subida para uma altitude mais elevada depois de alcançarem um ponto a 32 quilômetros do litoral, subindo até alcançarem 2,1 quilômetros quando chegaram em terra às 5h08min. A força se aproximou do Fiorde de Alta a partir do oeste, passando sobre a extremidade ocidental do Fiorde de Lang antes de virarem para o sul, então se voltando para o norte e atacando o Tirpitz sobre as colinas do litoral sul do Fiorde de Kå pouco antes das 5h30min.
A chegada da força britânica pegou o couraçado quase totalmente de surpresa. As aeronaves tinham sido detectadas por uma estação de radar alemão pouco depois de terem cruzado o litoral norueguês, mas o navio não foi imediatamente avisado. No momento do ataque, o Tirpitz estava se preparando para partir para seus testes de velocidade e sua tripulação estava ocupada desatracando a embarcação. Seus cinco contratorpedeiros de proteção já tinham partido para a área dos testes no Fiorde de Stjern. O aviso da estação de radar chegou pouco antes das aeronaves britânicas apareceram sobre o Fiorde de Kå e a tripulação do navio ainda estava no processo de seguirem para suas estações de combate quando o ataque começou. Nem todas as comportas a prova d'água estavam fechadas nesse momento e algumas das estações de controle de danos não estavam totalmente tripuladas.
Conforme originalmente planejado, os britânicos começaram o ataque com os Hellcats e Wildcats metralhando as armas antiaéreas do Tirpitz e as baterias no litoral; este ataque infligiu baixas severas nos artilheiros do couraçado, incapacitaram seu principal centro de controle antiaéreo e danificaram várias armas. Os caças também metralharam vários dos navios antiaéreos no Fiorde de Kå. Os 21 Barracudas começaram seus ataques logo em seguida e no primeiro minuto acertaram o Tirpitz com uma bomba comum, três bombas semi-perfurantes de 225 quilogramas e três bombas de 730 quilogramas. No total, dez bombas acertaram o couraçado durante o primeiro ataque. A maioria dessas bombas não penetrou o convés blindado do navio pois tinham sido jogadas de uma altitude muito baixa. Centenas de tripulantes foram mortos ou feridos; seu oficial comandante, o capitão de mar Hans Karl Meyer, estava entre os feridos e o oficial de inteligência Hugo Heydal assumiu o comando da embarcação. O Tirpitz ficou à deriva e encalhou no litoral ocidental do Fiorde de Kå, porém foi rapidamente reflutuado. Um dos Barracudas do Esquadrão 830 caiu após o ataque e seus três aviadores morreram. As aeronaves sobreviventes do primeiro ataque começaram a pousar nos porta-aviões às 6h19min e todas tinham sido recuperadas até às 6h42min.

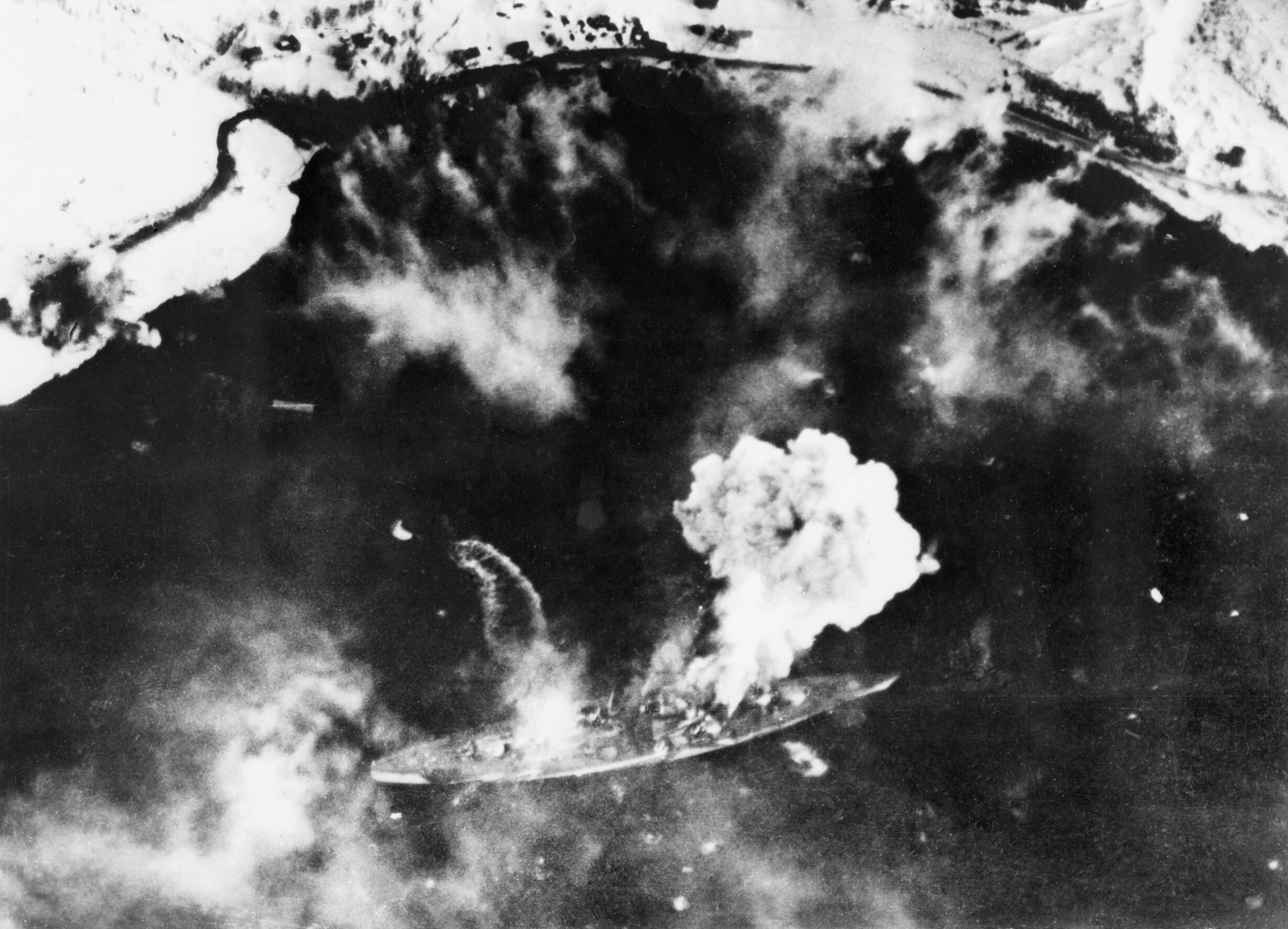
Bombas explodindo no Tirpitz durante o primeiro ataque, 3 de abril de 1944

As primeiras aeronaves da segunda onda foram lançadas dos porta-aviões às 5h25min. Um dos Barracudas do Esquadrão 829 caiu no mar pouco depois da decolagem e seus três aviadores morreram, enquanto outro avião do mesmo esquadrão não decolou por problemas nos motores. Apenas dois dos bombardeiros estavam armados com a bomba perfurante de 730 quilogramas. Como na primeira onda, quarenta caças acompanharam os Barracudas, sendo dez Corsairs dos Esquadrões Aeronavais 1834 e 1836, vinte Wildcats dos Esquadrões Aeronavais 896 e 898 e dez Hellcats do Esquadrão Aeronaval 804. Todas as aeronaves estavam no ar às 5h37min e a força teve uma viagem sem incidentes até a área do Fiorde de Kå. Apesar das forças alemães estarem agora em alerta, a cortina de fumaça artificial gerada ao redor do fiorde ainda não era o suficiente para esconder o Tirpitz.
A segunda onda foi similar à primeira. Ela começou com os Hellcats metralhando as baterias antiaéreas e os Wildcats atacando o navio. Os caças também atacaram outras embarcações alemãs e uma estação de rádio ou radiogoniometria. Os Barracudas mergulharam às 6h36min e em um minuto o Tirpitz foi atingido por uma bomba de 730 quilogramas e quatro de 225 quilogramas. As defesas alemãs no fiorde receberam poucos avisos sobre o ataque iminente e a cortina de fumaça escondeu as aeronaves britânicas. Consequentemente, os artilheiros tiveram de disparar a esmo e abateram apenas um dos bombardeiros; todos os três aviadores morreram. A segunda onda retornou aos porta-aviões entre 7h20min e 7h58min. Um Hellcat danificado precisou fazer um pouso forçado próximo do contratorpedeiro canadense HMCS Algonquin, enquanto um dos Corsair sofreu danos severos em consequência de um acidente no pouso; ambos os pilotos sobreviveram.
Enquanto as duas ondas de ataques aéreos estavam em andamento, uma força composta por 25 caças Wilcats e Supermarine Seafire dos Esquadrões Aeronavais 801, 842 e 880 proporcionaram defesa área para a Frota Doméstica. Nove torpedeiros Fairey Swordfish, também operados pelo Esquadrão Aeronaval 842, realizaram patrulhas antissubmarino. Nenhuma ameaça para a frota surgiu e os Corsair assumiram os deveres de defesa aérea assim que os dois ataques ao Tirpitz terminaram.
Moore, durante a tarde de 3 de abril, considerou lançar mais um ataque contra o Fiorde de Kå logo no dia seguinte. Ele decidiu contra seguir adiante com essa ideia pois avaliações preliminares de fotos tiradas durante o ataque concluíram que o Tirpitz tinha sido seriamente danificado. Moore também sabia que os aviadores estavam cansados e ele próprio estava relutante em expô-los ao que agora seriam defesas em alerta. Consequentemente, ele ordenou que a frota retornasse à base e os navios chegaram em Scapa Flow na tarde de 6 de abril. O rei Jorge VI e o primeiro-ministro Winston Churchill enviaram mensagens de parabenização para a frota, porém Churchill e Cunningham ficaram preocupados que o Tirpitz poderia retornar ao serviço em breve. Cunningham também lamentou a decisão de Moore de não lançar mais um ataque no dia 4.

## Consequências

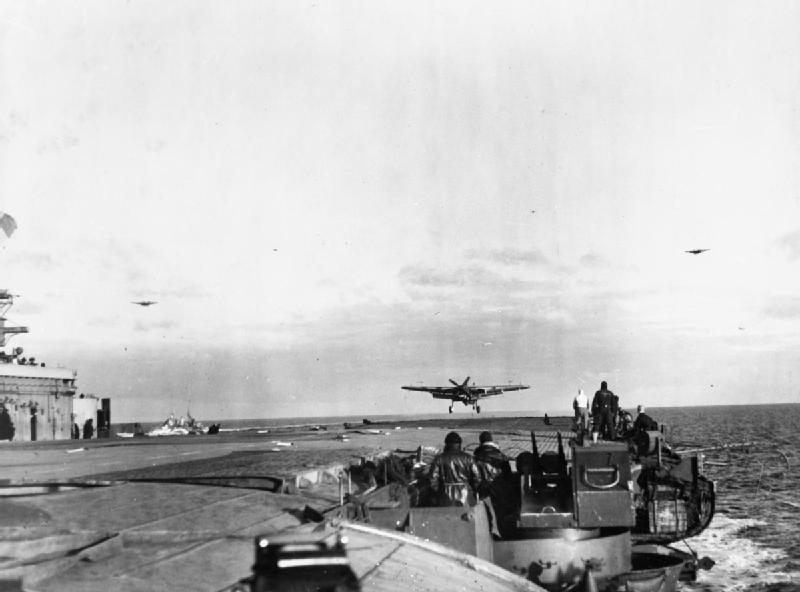
Um dos Barracuda pousando no Victorious ao final da Operação Tungstênio, 3 de abril de 1944

As duas ondas de ataque contra o Tirpitz seguiram em sua maior parte como planejadas. Os aviadores acharam que as defesas e geografia do Fiorde de Kå eram muito similares ao campo de treino no Lago Eriboll, com um dos relatórios pós-ataque afirmando que a operação fora "quase um exercício que [os aviadores] já tinham realizado frequentemente antes". Stephen Roskill, o historiador oficial do papel da Marinha Real na Segunda Guerra Mundial, também julgou que os ataques foram "lindamente coordenados e executados destemidamente". A discrepância mais importante entre o planejamento e execução da operação foi que muitos dos pilotos soltaram suas bombas abaixo da altitude mínima de 910 metros em uma tentativa de melhorar suas chances de acertarem o Tirpitz. O tempo de queda menor do que o ideal significou que muitas das bombas que acertaram o couraçado não tinham a velocidade necessária para penetrar o convés blindado. Nove aviadores da Marinha Real morreram durante os ataques.
Duas bombas explodiram na água próximo do Tirpitz e abriram buracos em seu casco, causando inundações, porém nenhuma das quinze bombas que acertaram o navio penetraram seu convés blindado principal. Consequentemente, suas armas, depósitos de munição e maquinários não sofreram danos sérios. A maior parte dos danos infligidos ao couraçado foram na sua superestrutura e entre os conveses blindados. A catapulta de aeronaves de estibordo e seu guindaste foram destruídos, assim como seus dois hidroaviões Arado Ar 196. A segunda torre de artilharia de 149 milímetros de estibordo foi incapacitada, enquanto a terceira torre de 149 milímetros de bombordo foi seriamente danificada. O refeitório dos oficiais e várias cozinhas foram danificadas e o navio se encheu de fumaça. A chaminé do Tirpitz também foi acertada por fragmentos de bombas que danificaram os tubos conectores de todas as suas caldeiras. A turbina a vapor de estibordo foi incapacitada pelas ondas de choque das explosões e duas caldeiras também foram desabilitadas ao serem contaminadas com a água salgada usada para combater os incêndios, porém o couraçado ainda assim era capaz de deixar o Fiorde de Kå por conta própria. A tripulação do Tirpitz sofreu muitas baixas. No total, 122 marinheiros morreram e 316 ficaram feridos; estas baixas representavam quinze por cento de toda a tripulação. Muitas das baixas ocorreram entre os artilheiros antiaéreos que foram mortos ou feridos pelas metralhadas dos caças britânicos.
Os caças britânicas também danificaram quatro embarcações de patrulha e um navio de reparo que estavam atracados no Fiorde de Kå próximos do couraçado. O capitão de uma traineira armada morreu e outros treze marinheiros a bordo dessas embarcações foram feridos. O agente Torstein Raaby do grupo do Serviço Secreto de Inteligência em Alta relatou algumas horas depois do ataque que não houve baixas entre civis em decorrência da ação e que a população local estava "extremamente impressionada pelo bombardeio". Um outro relatório enviado seis dias depois relatou que os alemães estimavam que demoraria meses para consertar os danos infligidos ao Tirpitz.
O grande almirante Karl Dönitz, o comandante da Kriegsmarine, ordenou que os danos sofridos pelo Tirpitz na Operação Tungstênio fossem reparados. Apesar do couraçado não ser mais capaz de operar contra comboios Aliados devido à falta de apoio aéreo, foi considerado desejável mantê-lo em serviço para prender recursos navais Aliados. Os trabalhos de reparo começaram no início de maio depois de um contratorpedeiro ter transportado equipamentos e trabalhadores da Alemanha até o Fiorde de Kå, com o couraçado conseguindo navegar por conta própria em 2 de junho. Ele foi capaz de realizar treinos de artilharia no final deste mês e todos os reparos foram finalizados em meados de julho. O armamento antiaéreo do navio foi reforçado pela adição de mais canhões de 20 milímetros, a modificação das armas de 149 milímetros para que pudessem ser usadas contra aeronaves e a entrega de projéteis antiaéreos para seus canhões principais de 380 milímetros. As defesas do Fiorde de Kå também foram melhoradas durante esse período. Mais estações de radares e postos de observações foram estabelecidos e o número de geradores de fumaça ao redor do Tirpitz aumentados.
A inteligência britânica avaliou que o Tirpitz seria reparado em seis meses. Consequentemente, Cunningham ordenou em 13 de abril que Fraser lançasse outro ataque contra o couraçado. Cunningham não acreditava que os Barracuda conseguiam carregar armas capazes de afundar o navio, mas esperava que o ataque pudesse aumentar o período que o Tirpitz estivesse fora de serviço e abalar a moral de sua tripulação. Fraser inicialmente resistiu à ordem de Cunningham, argumentando que as perspectivas de uma ação bem-sucedida eram ruins, pois os alemães teriam reforçado as defesas ao redor do couraçado e as condições climáticas provavelmente seriam piores do que aquelas encontradas durante a Operação Tungstênio. Ele acabou cedendo e Moore partiu de Scapa Flow em 21 de abril para atacar o Fiorde de Kå novamente. Esta ação, designada de Operação Planeta, foi cancelada três dias depois por clima ruim sobre a área alvo. Outros dois ataques, Operações Musculoso e Garra de Tigre, também foram canceladas em 15 e 28 de maio, respectivamente, por clima adverso. Mais ataques lançados de porta-aviões foram tentados em julho e agosto depois da inteligência Aliada ter determinado que o Tirpitz estava quase consertado. Na Operação Mascote, uma força de 42 Barracudas e quarenta caças atacou o navio em 17 de julho, mas não conseguiram acertá-lo por estar escondido em uma cortina de fumaça. Mais quatro ataques ocorreram entre 22 e 29 de agosto na Operação Goodwood, porém infligiram apenas danos leves.
Foi decidido no final de agosto que mais ataques do Ramo Aéreo Naval não deveriam ocorrer pois os alemães agora eram capazes de cobrir o Tirpitz em fumaça antes dos Barracuda poderem alcançá-lo, além do fato de que essas aeronaves não conseguiam carregar bombas grandes o bastante para infligiram danos pesados. Como ainda era desejável destruir o couraçado, a tarefa foi passada para o Comando de Bombardeiros. Uma força de bombardeiros pesados atacaram o Fiorde de Kå em 15 de setembro após reabastecerem no norte da União Soviética, infligindo danos irreparáveis ao navio. O Tirpitz depois disso navegou para um ancoradouro próximo de Tromsø para ser usado como uma bateria de defesa litorânea imóvel. Outro ataque com bombardeiros pesados em 29 de outubro causou apenas danos leves, porém um terceiro ataque em 12 de novembro acertou o couraçado com bombas Tallboy, levando ao seu emborcamento, naufrágio e uma enorme perda de vidas entre seus tripulantes.